# Daily Science Fiction
Daily Science Fiction este o revistă online dedicată publicării de povestiri științifico-fantastice care a fost fondată în 2010. Conform denumirii sale, este o publicație zilnică, care apare în fiecare zi a săptămânii. Este editată de Jonathan Laden și Michele Barasso.

## Personal
- Michele-Lee Barasso, fondator, editor, redactor șef
- Jonathan Laden, fondator, editor, redactor șef
- Elektra Hammond, editor
- Rachel McDonald, editor
- Sarah Overall, editor
- Brian White, editor

## Autori notabili
Autorii notabili publicați în revistă:
- William Arthur
- Bruce Boston
- Paul Di Filippo
- Karina Fabian
- JG Faherty
- Eugie Foster
- Nina Kiriki Hoffman
- Eric Horwitz
- Stephen Jolly
- James Patrick Kelly
- Mary Robinette Kowal
- Jay Lake
- David D. Levine
- Shelly Li
- Ken Liu
- Sandra McDonald
- Will McIntosh
- Steven Popkes
- Tim Pratt
- Cat Rambo
- Robert Reed
- Mike Resnick
- Ramon Rozas III
- Jason Sanford
- Eric James Stone
- Lavie Tidhar
- Greg van Eekhout
- James Van Pelt
- Michael Vella
- Leslie What
- Caroline M. Yoachim